# Большая Песчанка (приток Вижаихи)
Большая Песчанка — река в России, протекает в Красновишерском районе Пермского края. Устье реки находится в 37 км по правому берегу реки Вижаиха. Длина реки составляет 15 км.

## Описание
Исток реки в лесах в 5 км к юго-западу от посёлка Вишерогорск. Течёт преимущественно в южном направлении по ненаселённой местности, среди холмов, поросших лесом.

## Данные водного реестра
По данным государственного водного реестра России относится к Камскому бассейновому округу, водохозяйственный участок реки — Кама от водомерного поста у села Бондюг до города Березники, речной подбассейн реки — бассейны притоков Камы до впадения Белой. Речной бассейн реки — Кама.
По данным геоинформационной системы водохозяйственного районирования территории РФ, подготовленной Федеральным агентством водных ресурсов:
- Код водного объекта в государственном водном реестре — 10010100212111100004914
- Код по гидрологической изученности (ГИ) — 111100491
- Код бассейна — 10.01.01.002
- Номер тома по ГИ — 11
- Выпуск по ГИ — 1